# Samuel Andrew Witherspoon

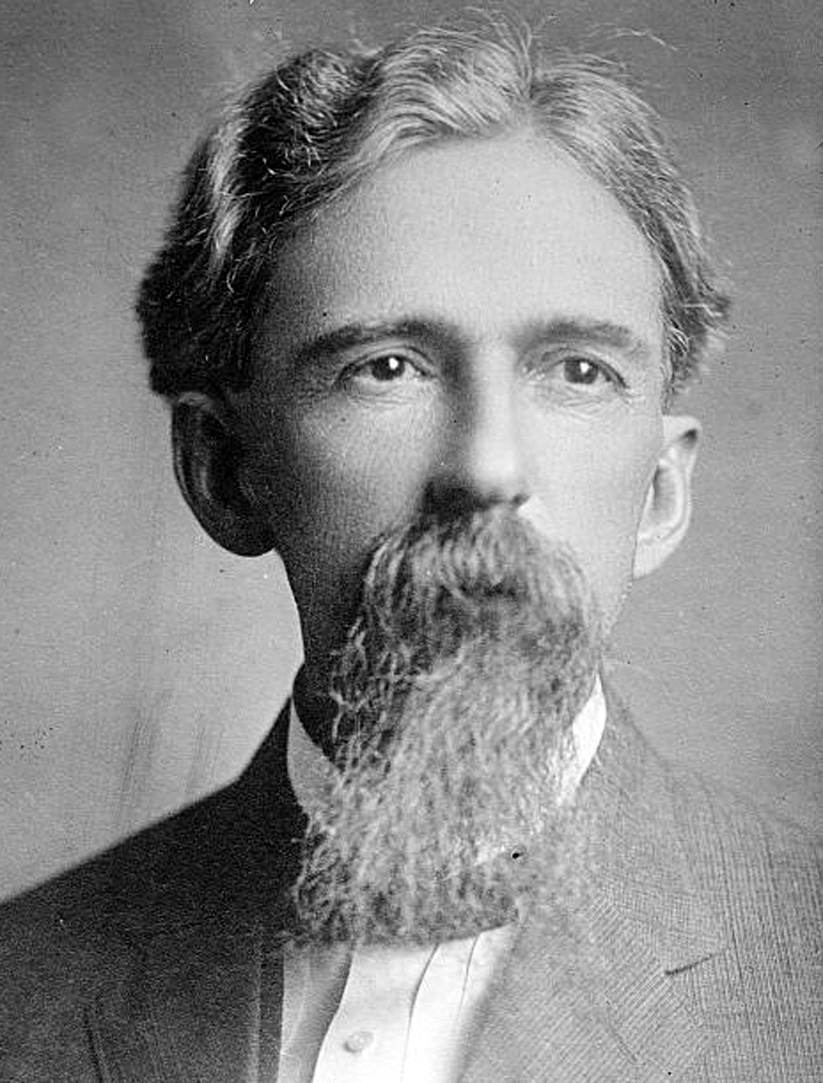
Samuel Andrew Witherspoon

Samuel Andrew Witherspoon (* 4. Mai 1855 bei Columbus, Lowndes County, Mississippi; † 24. November 1915 in Meridian, Mississippi) war ein US-amerikanischer Politiker. Zwischen 1911 und 1915 vertrat er den fünften Wahlbezirk des Bundesstaates Mississippi im US-Repräsentantenhaus.

## Werdegang
Samuel Witherspoon besuchte die öffentlichen Schulen seiner Heimat. Im Jahr 1872 zog er mit seiner Mutter nach Oxford in Mississippi. Dort besuchte Samuel bis 1876 die University of Mississippi, an der er zwischen 1876 und 1879 selbst lehrte. Nach einem Jurastudium und seiner im Jahr 1879 erfolgten Zulassung als Rechtsanwalt begann er in Meridian im Lauderdale County in seinem neuen Beruf zu praktizieren. Er wurde führendes Mitglied der amerikanischen Anwaltskammer. Politisch war er Mitglied der Demokratischen Partei. Im Jahr 1898 war er ein Gegner des Spanisch-Amerikanischen Kriegs.
Bei den Kongresswahlen des Jahres 1910 wurde Samuel Witherspoon in das US-Repräsentantenhaus in Washington, D.C. gewählt, wo er am 4. März 1911 die Nachfolge von Adam M. Byrd antrat. Nach zwei Wiederwahlen konnte er bis zu seinem Tod am 24. November 1915 im Kongress verbleiben. Seine Amtszeit wäre eigentlich noch bis zum 3. März 1917 gelaufen. Nach der fälligen Nachwahl ging sein Mandat an William W. Venable. Witherspoon wurde in Meridian beigesetzt. Bemerkenswert ist, dass er sein Kongressgehalt für die Zeit, in der keine Sitzungen stattfanden und er als privater Rechtsanwalt arbeitete, dem Staatshaushalt zurückerstattete.